# Championnat d'Angola de football 2024-2025
Navigation
2023-2024 2025-2026
La saison 2024-2025 du Championnat d'Angola de football est la quarante-septième édition de la première division de football en Angola. Les seize meilleures équipes du pays sont regroupées au sein d'une poule unique où elles s'affrontent deux fois, à domicile et à l'extérieur. En fin de saison, les trois derniers du classement sont relégués et remplacés par les trois meilleures équipes du Gira Angola, la deuxième division angolaise.
Le Petro Luanda est le champion en titre, en fin de saison il remporte son quatrième titre d'affilée et son 19e au total. 

## Clubs participants
Le GD Escolinha Isaac qui avait déclaré forfait la saison passée participe bien cette saison au championnat.
- Primeiro de Agosto
- Wiliete Sport Clube
- Inter Luanda
- Petro Luanda
- Desportivo Huíla
- Académica Lobito
- Bravos de Maquis
- Sagrada Esperança
- Recreativo Libolo
- Clube Desportivo da Lunda Sul
- Santa Rita de Cássia FC
- Kabuscorp SC
- CD Sao Salvador
- Carmona SC - promu de D2
- Luanda City FC - promu de D2
- GD Escolinha Isaac -  promu de D2

## Compétition
Le barème de points servant à établir les classements se décompose ainsi :
- Victoire : 3 points
- Match nul : 1 point
- Défaite : 0 point

| Rang | Équipe                  | Pts | J  | G  | N  | P  | Bp | Bc | Diff |
| ---- | ----------------------- | --- | -- | -- | -- | -- | -- | -- | ---- |
| 1    | Petro Luanda T          | 68  | 30 | 20 | 8  | 2  | 46 | 13 | +33  |
| 2    | Wiliete Sport Clube     | 60  | 30 | 18 | 6  | 6  | 49 | 23 | +26  |
| 3    | Primeiro de Agosto      | 55  | 30 | 14 | 13 | 3  | 35 | 19 | +16  |
| 4    | Sagrada Esperança       | 49  | 30 | 13 | 10 | 7  | 28 | 23 | +5   |
| 5    | Bravos de Maquis        | 48  | 30 | 11 | 15 | 4  | 35 | 21 | +14  |
| 6    | CD Sao Salvador         | 48  | 30 | 14 | 6  | 10 | 38 | 25 | +13  |
| 7    | Interclube              | 42  | 30 | 10 | 12 | 8  | 34 | 20 | +14  |
| 8    | Desportivo Huíla        | 42  | 30 | 12 | 6  | 12 | 27 | 24 | +3   |
| 9    | Kabuscorp SC C          | 39  | 30 | 9  | 12 | 9  | 26 | 26 | 0    |
| 10   | CD Lunda Sul            | 35  | 30 | 8  | 11 | 11 | 24 | 28 | -4   |
| 11   | Academica Lobito        | 32  | 30 | 7  | 11 | 12 | 22 | 36 | -14  |
| 12   | Recreativo Libolo       | 30  | 30 | 6  | 12 | 12 | 26 | 33 | -7   |
| 13   | Luanda City FC P        | 28  | 30 | 7  | 7  | 16 | 25 | 44 | -19  |
| 14   | Santa Rita de Cássia FC | 26  | 30 | 6  | 8  | 16 | 13 | 32 | -19  |
| 15   | GD Escolinha Isaac P    | 23  | 30 | 5  | 8  | 17 | 11 | 52 | -41  |
| 16   | Carmona SC P            | 18  | 30 | 3  | 9  | 18 | 11 | 52 | -41  |

|  | Qualification pour la Ligue des champions de la CAF 2025-2026                |
|  | Qualification pour la Coupe de la confédération 2025-2026                    |
|  | Relégation en deuxième division                                              |
|  | T : Tenant du titre C : Vainqueur de la Taça Angola P : Promu de Gira Angola |

- Kabuscorp SC est qualifié pour la Coupe de la confédération 2025-2026 en tant que vainqueur de la Coupe d'Angola[4].